# Torre San Patrizio
Torre San Patrizio (en dialecto fermano La Torra o La Tora; más modernamente, La Torre) es una comuna italiana de 2145 habitantes de la provincia de Fermo en la región de Las Marcas. Se ubica a unos 50 km al sur de Ancona y a unos 35 km al norte de Ascoli Piceno.

## Historia
La ciudad del aspecto de la época medieval. Tres murallas del siglo XV, con posterior remodelación, rodean el casco antiguo. Antigua Turris Patritia que en 1200 adquirió el nombre de Castrum Turris Sancti Patritii. En el siglo XV el general Paul del Sangue atacó el castillo de Torre San Patrizio, que leal al conde Sforza, y a pesar de su heroica defensa, fue saqueada y quemada.
Los orígenes de la llamada Turris Patrizia se remontan en torno al siglo VI a. de Cristo. El nombre actual data de la época carolíngia. Torre San Patrizio fue elevada al rango de comuna, en torno a 1258, durante el Renacimiento, tras rendirse al duque Valentino, hijo del papa Alejandro VI, dejando de ser una ciudad o comuna libre.

## Demografía
| Gráfica de evolución demográfica de Torre San Patrizio entre 1861 y 2001 |
|                                                                          |
| Fuente ISTAT - elaboración gráfica de Wikipedia                          |

## Cultura
En Torre San Patrizio tiene lugar La nostra casa sull'Adriatico (en castellano, Nuestra casa en el Adriático)de Margaret Collier, un diario real (de 1873 a 1885 con una introducción de Joyce Lussu, que era la sobrina del autor) en la que el escritor narra la vida de la provincia italiana en el comienzo de la unificación italiana. Casada en Torre San Patrizio con Arturo Galletti (exfuncionario partidista que se dedicaba al teatro de la ciudad), Margaret Collier y su marido decidieron mudarse a San Venanzo (actual Villa Zara). Aún se puede la casa donde Margaret y su esposo vivieron.

## Administración
El alcalde elegido tras las elecciones del 8 de junio de 2009 fue Giuseppe Barbabella, de la lista civica, el equivalente italiano a las listas independientes de España —es decir, no pertenece de manera oficial a ningún partido político—. 